# 華島彩
華島 彩（かしま あや、1987年3月3日 - ）は、日本のAV女優。
東京都出身。
身長：152cm 、スリーサイズ：B84（Dカップ）・W58・H85。血液型：O型。趣味、特技：ショッピング、ドライブ 

## 略歴
2006年に『初快感・18歳』でAVデビュー。

## 出演作品
- 初快感・18歳（2006年3月1日、MOODYZ）
- 学校コスプレW（2006年4月1日、MOODYZ）…共演:流海
- マンコマニアックス〜穴コスFUCK〜（2006年5月1日、MOODYZ）
- ハイパーデジタルモザイクVol.030（2006年6月13日、MOODYZ）
- 極太FUCK Vol.3（2006年8月1日、MOODYZ）
- 放尿・おもらし3時間（2006年8月1日、MOODYZ）※総集編
- 人気アイドルの本気セックス2（2006年8月13日、MOODYZ）※総集編
- ドリームアイドル9（2006年9月1日、MOODYZ）
- ハイパーデジタルモザイク 4時間2006年10月1日、MOODYZ）※総集編
- 潮吹き4時間（2006年11月1日、MOODYZ）※総集編
- 巨乳中出しマニア4時間（2006年11月15日、ロータス）他出演:上原空 、春名えみ、水森あおい
- 痴漢3時間（2006年12月13日、MOODYZ）※総集編
- 発狂アクメFUCK 〜絶頂崩壊レクイエム〜 華島彩（2007年1月25日、OPERA［オペラ］）
- 女子高生4時間（2007年2月13日、MOODYZ）※総集編
- イカセ電マ4時間（2007年3月13日、MOODYZ）※総集編
- 大和撫子 やる気オマ○コ ど迫力絶叫 華島彩がイキまくり感じまくりエロの極地（2007年3月22日、アイエナジー）
- MOODYZ SEX BEST 4時間（2007年4月1日、MOODYZ）※総集編
- 挿入部ばかり集めました ハイパーデジタルモザイク4時間（2007年5月1日、MOODYZ）※総集編
- 女子高生4時間（2007年8月13日、MOODYZ）※総集編
- 極太FUCK4時間（2007年10月13日、MOODYZ）※総集編
- 電マ4時間（2007年11月13日、MOODYZ）※総集編
- オペラ5周年記念DVD24時間6枚組 （2010年12月25日、オペラ）※総集編 他多数出演